# Kretania alcedo
Kretania alcedo is een vlinder uit de familie van de Lycaenidae. De wetenschappelijke naam van de soort is voor het eerst gepubliceerd in 1877 door Hugo Theodor Christoph.

## Verspreiding
De soort komt voor in Iran.

## Waardplanten
De rups leeft op Astracantha macrantha.

## Ondersoorten
- Kretania alcedo ardashir (Eckweiler, 1998)
- Kretania alcedo zoro (Eckweiler, 1998)
- Kretania alcedo madina (Zhdanko, 2000)